# Cavallo

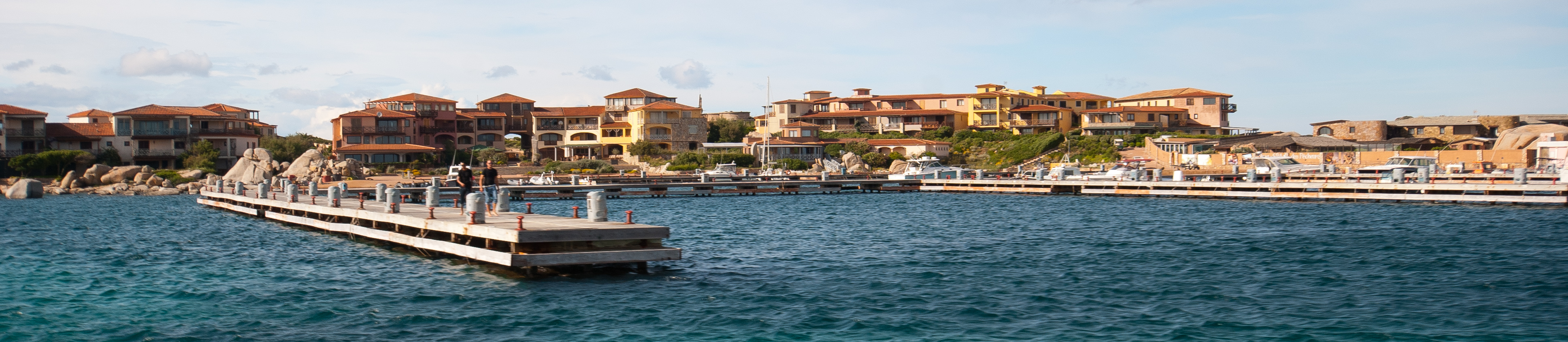

Cavallo (Cors: Isula di Cavallu ; Bonifacià : Isula Cavaddu) és una petita illa del mar Mediterrani situada entre Còrsega i Sardenya. Cavallo és el territori habitat més meridional de la França metropolitana i part de la comuna de Bonifacio, Còrsega.

## Geografia
Cavallo és l'única illa habitada de l'arxipèlag Lavezzi, 2.3 km de la costa corsa, prop de l'estret de Bonifacio. Són uns 13 km de Sardenya. L'illa és territori francès, tot i que antigament pertanyia a Itàlia. L'illa de Cavallo té unes 120 hectàrees de superfície i el seu punt més alt es troba a 32 metres sobre el nivell del mar. Té un petit port.

## Història
Cavallo té una llarga història, començant quan l'antiga Roma hi va enviar presoners a tallar granit per fer monuments. L'illa va ser abandonada durant l'imperi d'August i va romandre deshabitada fins que un pastor s'hi va establir amb el seu ramat el 1800. El mar profund que envoltava l'illa amagava perillosos obstacles per als navegants, cosa que li va fer guanyar el sobrenom de "La sirena maleïda". El 1855 la fragata francesa Semillante que transportava soldats a Crimea es va enfonsar a prop de la costa i els 693 homes que hi havia a bord es van perdre al mar. El 1978 Cavallo va ser notícia internacional quan va ser l'escenari de la filmació del film Vittorio Emanuele, l'exiliat rei d'Itàlia, o el 1988 quan Carolina de Mònaco hi va iniciar la relació amb Casiraghi.

## Turisme
Cavallo és majoritàriament de propietat privada, però permet un accés limitat a persones de fora. La propietat de la costa i l'accés a les platges no és clar malgrat que normalment a la resta de l'Estat francès l'accés a les platges és lliure. Coneguda per la navegació, també hi ha una zona comercial amb un restaurant i una botiga, juntament amb el luxós Hotel & Spa des Pêcheurs. Només s'hi permeten bicicletes i cotxes elèctrics a l'illa. Hi tenen o hi han tingut casa Bill Gates i Víctor Manuel d'Itàlia.